# Sân bay quốc tế Cerro Moreno
Sân bay quốc tế Cerro Moreno (IATA: ANF, ICAO: SCFA) là một sân bay ở Antofagasta, Chile. Sân bay này có một đường cất hạ cánh dài 2599 m bề mặt nhựa đường.

## Các hãng hàng không và các tuyến điểm
Hiện có các hãng hàng không sau đang hoạt động tại sân bay này:
- LAN Airlines (Calama, Iquique, La Serena, Santiago)
- Sky Airline (Arica, Calama, Copiapó, El Salvador, Iquique, Santiago)